# Virus (Björk)
Virus è una canzone della cantautrice islandese Björk, estratta come terzo singolo dall'album Biophilia. Il testo della canzone è stato scritto in collaborazione con il poeta islandese Sjón. In Virus, Björk narra la fatale relazione tra un virus e una cellula, così come spiegato dalla stessa artista: "Si tratta di una sorta di storia d'amore tra un virus e una cellula. E naturalmente il virus ama la cellula così tanto che la distrugge".

## Descrizione
La musica di Virus comprende l'utilizzo di un "gameleste", un ibrido tra una celesta e un gamelan, utilizzato anche nella canzone Crystalline, costruito appositamente per l'esecuzione di queste due canzoni. La canzone si avvale, inoltre, di un altro strumento moderno, un hang, suonato dal percussionista austriaco Manu Delago. Il testo parla delle "relazioni pericolose", rappresentandole come un legame di parassitismo, simile a quello tra una cellula e un virus. Fonte di ispirazione per la realizzazione del testo di Virus è stata una candidosi di cui Björk ha sofferto in passato.

## L'app
Come ogni traccia di Biophilia, Virus può essere acquistata online anche sotto forma di app per iPhone o iPad. Consiste in un semplice videogioco in cui si cerca di impedire a un virus di infettare una cellula.

## Tracce
Singolo iTunes
1. Virus – 5:20

## Classifiche
| Classifica (2011) | Posizione massima |
| ----------------- | ----------------- |
| Regno Unito       | 35                |